# Otto-von-Guericke-Straße 54

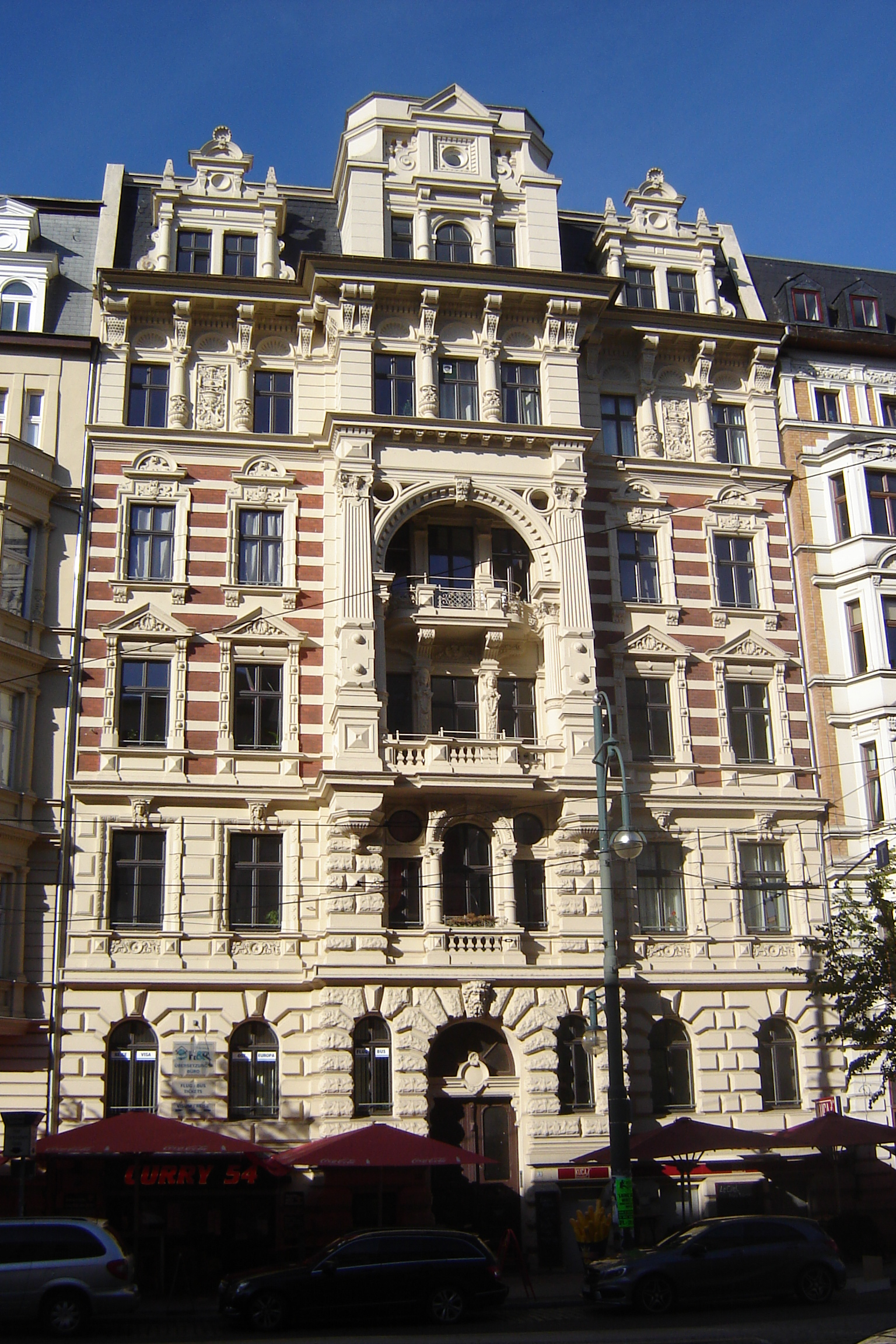
Magdeburg, Otto-von-Guericke-Straße 54

Das Gebäude in der Otto-von-Guericke-Straße 54 in Magdeburg ist ein Wohnhaus.

## Beschreibung
Es liegt in der Otto-von-Guericke-Straße 54 in der Magdeburger Altstadt unweit des Hasselbach-Platzes. Auffällig sind vor allem die zahlreichen Verzierungen des Hauses. Das Haus wird im Denkmalverzeichnis des Landes Sachsen-Anhalt als Baudenkmal gelistet und trägt dort die Nummer 094 17894. Es wird im Verzeichnis unter dem Sachbegriff Wohnhaus geführt. Heute wird das Haus unter als Mehrfamilienhaus genutzt.